# Heiteres und Trauriges aus dem Böhmerwald

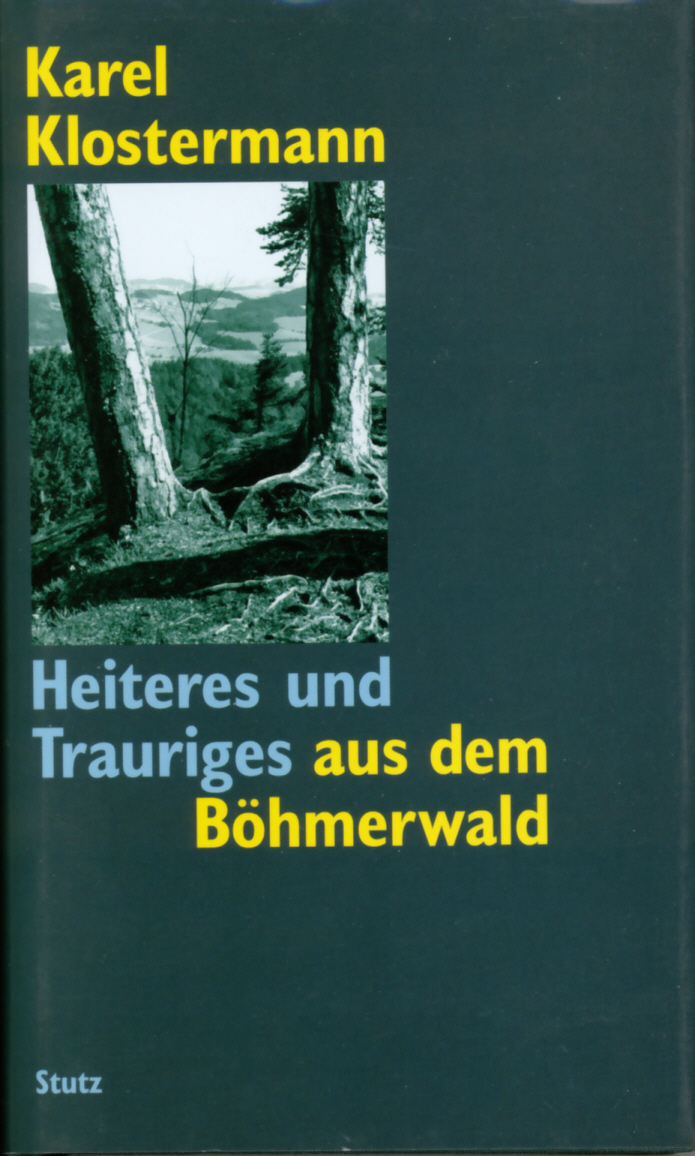

Heiteres und Trauriges aus dem Böhmerwald ist ein Erzählband des deutsch-tschechischen Schriftstellers Karel Klostermann (1848–1923), der erst 1997 in Buchform erschien.

## Inhalt
Der Autor macht eine fiktive Wanderung mit dem Leser durch den Böhmerwald und berichtet im Plauderton über Land und Leute. Naturschilderungen wechseln mit Berichten über die harten Lebensbedingungen der Bewohner und eingestreute Geschichten und Anekdoten, die auf Selbsterlebtes, Gehörtes oder Geschichtliches zurückgehen. In den 14 Kapiteln des Buches verlässt der Autor das rein deutschsprachige Gebiet des Böhmerwaldes, dem er selbst entstammt, um auch Grenzgebiete und tschechische Gegenden zu berühren. Er macht auch immer wieder politische Bemerkungen, die das Bedauern über die immer stärker entflammenden Nationalitätenkämpfe der damaligen Zeit ausdrücken. Es ist Klostermanns Anliegen, dem friedlichen Zusammenleben zwischen Deutschen und Tschechen in Böhmen das Wort zu reden, entgegen dem herrschenden Zeitgeist.

## Zitat
„Ich sehe nicht ein, warum man nur dann deutsch sein und sein deutsches Stammvolk lieben könnte, wenn man zugleich seinen slawischen Nachbarn hasst und verdächtigt, seinen Nachbarn, mit dem uns eine tausendjährige Geschichte, Bande des Blutes, gemeinsame materielle Interessen, dieselben Begriffe von Recht und Ehre, kurz, alles verbindet, was den Begriff der weiteren trauten Heimat ausmacht.“

## Entstehung
Dem Buch liegt eine Serie von Zeitungsartikeln zugrunde, die Klostermann in den Jahren 1886/87 unter dem Titel Heiteres und Trauriges aus dem Böhmerwalde in der Zeitschrift Politik veröffentlichte. Die an sich erfolgreichen Artikel, die davor 1885/86 entstanden, veröffentlichte der Autor 1890 im Selbstverlag in Buchform unter dem Titel Böhmerwaldskizzen. Da das Buch aber keinen Erfolg hatte, wurde der zweite Teil der Serie dann nicht mehr als Buch veröffentlicht. Erst Ende des 20. Jahrhunderts, als wieder ein gewisses Interesse an Klostermann im deutschsprachigen Raum einsetzte, und durch die Initiative des Passauer Verlegers Karl Stutz wurde der zweite Teil der Artikelserie von Gerold Dvorak als Buch herausgegeben. Die Artikel der Serie 18–33 sind in unveränderter Reihenfolge wiedergegeben, so wie sie ursprünglich erschienen waren. 2004 konnte eine 2. Auflage des Buches erscheinen.

## Ausgaben
- Heiteres und Trauriges aus dem Böhmerwalde oder: der „Böhmerwaldskizzen“ 2. Teil. Karl Stutz, Passau 1997
- Heiteres und Trauriges aus dem Böhmerwalde oder: der „Böhmerwaldskizzen“ 2. Teil. 2. Auflage. Karl Stutz, Passau 2004